# 日体大長距離記録会
日本体育大学長距離競技会（にっぽんたいいくだいがくちょうきょりきょうぎかい）は、日本体育大学で開催される陸上競技の記録会である。

## 歴史
日本体育大学長距離競技会兼NITTAIDAI Challenge Gamesこの記録会は世田谷深沢校舎時代の1966年頃、当時日体大の駅伝監督だった岡野章が、近辺の国士舘大学・東京農業大学・駒澤大学などに参加を呼びかけたことがきっかけで始まった。
一般種目（短距離・跳躍・投擲等）は日本体育大学陸上競技会の名で、こちらも記録会としては著名で頻繁に行われている。
現在では東海大学の東海大学長距離競技会、平成国際大学の平成国際大学長距離競技会、順天堂大学の順天堂大学競技会など、各大学主催の記録会が頻繁に見られるが、日体大長距離記録会がそれらの始まりでもあり、最も知られている伝統ある記録会とも言えよう。

## 概要
横浜市青葉区の健志台キャンパスの陸上競技場で年に約10回ほど行われる。年間を通じて中長距離のレースが実施されている。レースは5000m・10000mが中心であるが、800m・1500m・3000mなども実施される。3000mSCは実施されていない。
通常エントリーした時の選手個人の自己記録、あるいは目標とする記録をもとに組み分けが行われる。当然後ろの組になればなるほど速い組になり、レベルも上がる。
エントリーが非常に多い場合には10000mを土曜日に、5000mを日曜日に分けて行う。それでも朝9時頃から夜9時頃まで、丸1日かかることも決して珍しくない。当然組数も20組前後になることも多い。
この記録会を運営するのは日本体育大学の学生である。陸上競技部の部員だけで約400人を数える大所帯だが、長距離ブロックだけでなく、各種目の選手も競技役員や補助役員として運営に協力している。これは関東学生陸上競技連盟が創設以来学生主体の原則を守っている一例でもある。
自大学のみならず他大学・実業団・高校生等長距離選手の自己ベスト記録向上・日本の長距離界発展を掲げた、この記録会の意志・岡野章の気持ちは、現在も陸上競技部員に受け継がれている。

## 記録会の傾向
高校生は5000m、学生や社会人は10000mに出場する傾向が強い。これは高校生がインターハイ・国体・全国高校駅伝を、学生や社会人は箱根駅伝や全日本実業団駅伝、あるいはハーフマラソンやマラソンへの調整として適切な距離を選択する為と考えられる。
特に気候的にも記録が出やすい11月や12月の記録会は大規模なものになる。この記録会を駅伝メンバーの選考と位置づけているチームも多く、エントリーも必然的に増える。5000mや10000mの高校記録がこの記録会から誕生するなど、首都圏のみならず全国から選手が出場する。
一方で箱根駅伝を控えた学生に関してはこの時期の参加は一時期よりも減少傾向にある。20kmを超える箱根駅伝を目前に10000mを走ってもあまりメリットがなく、むしろ距離の近いハーフマラソンからメンバーを選考することが望ましいという考えがチーム関係者の間に広がっている為である。また、メンバー選考会ゆえに選手がこの記録会で燃え尽きるケースもあり、無理をさせたくないという本音も垣間見える。